# Persone di nome Marcelo
| Questa pagina contiene informazioni ricavate automaticamente dalle voci biografiche con l'ausilio del template Bio e di un bot. L'aggiornamento è periodico e automatico e ricostruisce completamente la pagina. Se manca una persona in questa lista, sei pregato di non aggiungerla, ma accertati piuttosto che la sua voce biografica contenga il template Bio e che i dati anagrafici siano correttamente compilati. Se il template Bio manca, inseriscilo tu stesso o, in alternativa, metti l'avviso {{tmp\|Bio}} che ne segnala la mancanza. Se i dati riportati sono sbagliati, correggi direttamente la voce biografica; le modifiche saranno visibili in questa lista entro pochi giorni. Per chiarimenti vedi il progetto antroponimi. La lista contiene solo le 203 persone che sono citate nell'enciclopedia e per le quali è stato implementato correttamente il template Bio. Pagina aggiornata al 16 ott 2024. |

Questa è una lista di persone presenti nell'enciclopedia che hanno il prenome Marcelo, suddivise per attività principale.

## Allenatori di calcio(19)
- Marcelo Chamusca, allenatore di calcio brasiliano (Salvador, n. 1966)
- Marcelo Bielsa, allenatore di calcio e ex calciatore argentino (Rosario, n. 1955)
- Marcelo Broli, allenatore di calcio e ex calciatore uruguaiano (Montevideo, n. 1978)
- Marcelo Cabo, allenatore di calcio brasiliano (Rio de Janeiro, n. 1966)
- Marcelo Cordeiro, allenatore di calcio e ex calciatore brasiliano (Niterói, n. 1981)
- Marcelo Delgado, allenatore di calcio e ex calciatore argentino (Capitán Bermúdez, n. 1973)
- Marcelo Escudero, allenatore di calcio e ex calciatore argentino (Punta Alta, n. 1972)
- Marcelo Espina, allenatore di calcio e ex calciatore argentino (Buenos Aires, n. 1967)
- Marcelo Gallardo, allenatore di calcio e ex calciatore argentino (Merlo, n. 1976)
- Marcelo Gómez, allenatore di calcio e ex calciatore argentino (n. 1970)
- Marcelo Herrera, allenatore di calcio e ex calciatore argentino (San Salvador de Jujuy, n. 1966)
- Marcelo Mabilia, allenatore di calcio e ex calciatore brasiliano (n. 1972)
- Marcelinho Paraíba, allenatore di calcio e ex calciatore brasiliano (Campina Grande, n. 1975)
- Marcelo de Oliveira Santos, allenatore di calcio e ex calciatore brasiliano (Pedro Leopoldo, n. 1955)
- Marcelo Martelotte, allenatore di calcio e ex calciatore brasiliano (Rio de Janeiro, n. 1968)
- Marcelo Fabián Méndez, allenatore di calcio e ex calciatore uruguaiano (Montevideo, n. 1981)
- Marcelo Otero, allenatore di calcio, procuratore sportivo e ex calciatore uruguaiano (Montevideo, n. 1971)
- Marcelo Saralegui, allenatore di calcio e ex calciatore uruguaiano (Montevideo, n. 1971)
- Marcelo Trobbiani, allenatore di calcio e ex calciatore argentino (Casilda, n. 1955)

## Allenatori di pallacanestro(3)
- Marcelo Nicola, allenatore di pallacanestro e ex cestista argentino (Rafaela, n. 1971)
- Marcelo Richotti, allenatore di pallacanestro e ex cestista argentino (Bahía Blanca, n. 1963)
- Marcelo Signorelli, allenatore di pallacanestro e ex cestista uruguaiano (n. 1963)

## Allenatori di pallavolo(1)
- Marcelo Méndez, allenatore di pallavolo e ex pallavolista argentino (Buenos Aires, n. 1964)

## Arcivescovi cattolici(1)
- Marcelo Daniel Colombo, arcivescovo cattolico argentino (Buenos Aires, n. 1961)

## Assassini seriali(1)
- Marcelo Costa de Andrade, serial killer brasiliano (Rio de Janeiro, n. 1967)

## Attori(4)
- Marcelo Alfaro, attore e direttore teatrale argentino (Buenos Aires, n. 1953 - Buenos Aires, † 2012)
- Marcelo D'Andrea, attore argentino (Palermo, n. 1955)
- Marcelo Picchi, attore brasiliano (n. 1948)
- Marcelo Tubert, attore e doppiatore argentino (Córdoba, n. 1952)

## Cantanti(1)
- Marcelo Jeneci, cantante, compositore e polistrumentista brasiliano (San Paolo, n. 1982)

## Cardinali(2)
- Marcelo González Martín, cardinale e arcivescovo cattolico spagnolo (Villanubla, n. 1918 - Fuentes de Nava, † 2004)
- Marcelo Spínola y Maestre, cardinale e arcivescovo cattolico spagnolo (Isola di San Fernando, n. 1835 - Siviglia, † 1906)

## Cestisti(6)
- Marcelo Capalbo, ex cestista e allenatore di pallacanestro uruguaiano (Montevideo, n. 1970)
- Marcelo Magalhães Machado, ex cestista brasiliano (Rio de Janeiro, n. 1975)
- Marcelo Tieppo Huertas, cestista brasiliano (San Paolo, n. 1983)
- Marcelo Vido, ex cestista brasiliano (Santo André, n. 1959)
- Marcelo Milanesio, ex cestista argentino (Hernando, n. 1965)
- Marcelo Sánchez, ex cestista uruguaiano (n. 1966)

## Conduttori televisivi(2)
- Marcelo Tinelli, conduttore televisivo, imprenditore e produttore cinematografico argentino (San Carlos de Bolívar, n. 1960)
- Marcelo de Carvalho, conduttore televisivo, produttore televisivo e imprenditore brasiliano (São Paulo, n. 1961)

## Danzatori(1)
- Marcelo Gomes, ballerino brasiliano (Manaus, n. 1979)

## Dirigenti sportivi(1)
- Marcelo Saragosa, dirigente sportivo e ex calciatore brasiliano (Campo Grande, n. 1982)

## Fisici(1)
- Marcelo Gleiser, fisico brasiliano (Rio de Janeiro, n. 1959)

## Generali(1)
- Marcelo Azcárraga Palmero, generale e politico spagnolo (Manila, n. 1832 - Madrid, † 1915)

## Giocatori di calcio a 5(8)
- Marcelo Díaz, ex giocatore di calcio a 5 argentino (n. 1961)
- Marcelo Giménez, ex giocatore di calcio a 5 argentino (Buenos Aires, n. 1977)
- Marcelo Padilha Gonçalves, giocatore di calcio a 5 brasiliano (Campina da Lagoa, n. 1989)
- Marcelo Moreira, giocatore di calcio a 5 brasiliano (Pato Branco, n. 1978)
- Marcelo Pazzini, ex giocatore di calcio a 5 brasiliano (Belo Horizonte, n. 1957)
- Marcelo Salazar Filho, ex giocatore di calcio a 5 brasiliano (Recife, n. 1978)
- Marcelo Scheave, ex giocatore di calcio a 5 argentino (n. 1969)
- Marcelo dos Reis Soares, ex giocatore di calcio a 5 brasiliano (Manaus, n. 1974)

## Giornalisti(1)
- Marcelo Torres, giornalista brasiliano (Andradas, n. 1975)

## Hacker(1)
- Marcelo Valle Silveira Mello, hacker brasiliano (Brasilia, n. 1985)

## Informatici(1)
- Marcelo Tosatti, informatico brasiliano (Curitiba, n. 1983)

## Judoka(1)
- Marcelo Contini, judoka brasiliano (n. 1989)

## Nuotatori(1)
- Marcelo Chierighini, nuotatore brasiliano (Itu, n. 1991)

## Operai(1)
- Marcelo Amendola, operaio e sindacalista italiano (La Plata, n. 1967)

## Pallanuotisti(1)
- Marcelo Visentín, pallanuotista argentino (Santa Fe, n. 1914 - † 1998)

## Pallavolisti(2)
- Marcelo Elgarten, ex pallavolista brasiliano (Rio de Janeiro, n. 1974)
- Marcelo Negrão, ex pallavolista e ex giocatore di beach volley brasiliano (São Paulo, n. 1972)

## Pianisti(1)
- Marcelo Zarvos, pianista e compositore brasiliano (São Paulo, n. 1969)

## Politici(4)
- Marcelo Torcuato de Alvear, politico argentino (Buenos Aires, n. 1868 - Buenos Aires, † 1942)
- Marcelo Ebrard, politico messicano (Città del Messico, n. 1959)
- Marcelo Quiroga Santa Cruz, politico boliviano (Cochabamba, n. 1931 - La Paz, † 1980)
- Marcelo Rebelo de Sousa, politico e giornalista portoghese (Lisbona, n. 1948)

## Registi(2)
- Marcelo Galvão, regista, sceneggiatore e produttore cinematografico brasiliano (Rio de Janeiro, n. 1973)
- Marcelo Piñeyro, regista cinematografico e sceneggiatore argentino (Buenos Aires, n. 1953)

## Rivoluzionari(1)
- Marcelo Hilario del Pilar, rivoluzionario e scrittore filippino (Bulacan, n. 1850 - Barcellona, † 1896)

## Rugbisti a 15(3)
- Marcelo Bosch, rugbista a 15 argentino (Buenos Aires, n. 1984)
- Marcelo Campo, rugbista a 15 argentino (Quilmes, n. 1957 - Uruguay, † 2021)
- Marcelo Rodríguez, rugbista a 15 argentino (Buenos Aires, n. 1953 - Buenos Aires, † 1972)

## Schermidori(1)
- Marcelo Méndez, ex schermidore argentino (n. 1956)

## Scrittori(2)
- Marcelo Figueras, scrittore e sceneggiatore argentino (Buenos Aires, n. 1962)
- Marcelo Rubens Paiva, scrittore, giornalista e sceneggiatore brasiliano (San Paolo, n. 1959)

## Tennisti(9)
- Marcelo Arévalo, tennista salvadoregno (San Salvador, n. 1990)
- Marcelo Tomás Barrios Vera, tennista cileno (Chillán, n. 1997)
- Marcelo Charpentier, ex tennista e allenatore di tennis argentino (Buenos Aires, n. 1973)
- Marcelo Demoliner, tennista brasiliano (Caxias do Sul, n. 1989)
- Marcelo Filippini, ex tennista uruguaiano (Montevideo, n. 1967)
- Marcelo Ingaramo, ex tennista argentino (Córdoba, n. 1962)
- Marcelo Lara, ex tennista messicano (Città del Messico, n. 1947)
- Marcelo Melo, tennista brasiliano (Belo Horizonte, n. 1983)
- Marcelo Ríos, ex tennista cileno (Santiago del Cile, n. 1975)

## Tenori(1)
- Marcelo Álvarez, tenore argentino (Córdoba, n. 1962)

## Velisti(1)
- Marcelo Ferreira, velista brasiliano (Niterói, n. 1965)

## Vescovi cattolici(3)
- Marcelo Alejandro Cuenca Revuelta, vescovo cattolico argentino (Córdoba, n. 1954)
- Marcelo Angiolo Melani, vescovo cattolico e missionario italiano (Firenze, n. 1938 - Pucallpa, † 2021)
- Marcelo Sánchez Sorondo, vescovo cattolico, filosofo e teologo argentino (Buenos Aires, n. 1942)

## Senza attività specificata(1)
- Marcelo Loffreda, allenatore di rugby a 15 e rugbista a 15 argentino (Buenos Aires, n. 1959)